# Komplexitetsteori
Komplexitetsteori är en vetenskapsgren som behandlar system med följande egenskaper: de är komplexa (många oberoende enheter interagerar, till exempel ett mänskligt samhälle eller den levande cellen); interaktionen inom systemet medför spontan självorganisering (till exempel fåglar som anpassar sig till andra fåglar och därmed skapar en flock); de självorganiserande systemen är adaptiva (de försöker att vända händelser i dess omgivning till fördelar, till exempel en art utvecklas i riktning mot bättre anpassning till omgivningen eller företag som lär av erfarenheter). Sådana komplexa, självorganiserande och adaptiva system har en dynamik som gör att de skiljer sig från statiska objekt som till exempel datorer, som endast är komplicerade till skillnad från komplexa. Komplexa system är mer spontana, mer oordnade och mer levande - de befinner sig på randen till kaos, där systemen har tillräcklig stabilitet för att vara uthålliga, men samtidigt kan omvandlas. Randen till kaos är där komplexa system kan vara spontana, adaptiva, och levande.
Komplexitetsteori har sitt ursprung inom fysik, biologi, kemi och ekonomi och har nära kopplingar till kaosteori. Komplexitetsteori tillämpas inom forskning på vitt skilda områden, från organisation och kommunikation till datavetenskap och matematik. 
Inom datavetenskapen handlar komplexitetsteori om att klassificera beräkningsproblem enligt hur väl algoritmer för att lösa dem kan prestera. Man talar bland annat om hur lång tid beräkningen kommer att ta, tidskomplexitet och hur mycket minne som kommer att behövas, minneskomplexitet, alternativt rumskomplexitet.